# مسموم کردن تورنت
مسموم کردن تورنت (به انگلیسی: Torrent poisoning) عبارت است از اشتراک عمدی اطلاعات ناقص یا فایل‌هایی با نام‌های گمراه‌کننده با استفاده از پروتکل بیت تورنت. این عمل گاهی توسط حامیان قانون کپی رایت جهت جلوگیری از اشتراک محتوای مشمول قانون کپی رایت و جمع‌آوری شماره IP دانلودکنندگان انجام می‌شود.